# Pawiloma victima
Pawiloma victima är en insektsart som beskrevs av Ernst Friedrich Germar 1821. Pawiloma victima ingår i släktet Pawiloma och familjen dvärgstritar. Inga underarter finns listade i Catalogue of Life.